# گلنکو (مینه‌سوتا)
گلنکو  (به انگلیسی: Glencoe) شهری در شهرستان مک‌لود ایالت مینه‌سوتا در کشور ایالات متحده آمریکا است که جمعیت آن در سرشماری سال ۲۰۱۰ میلادی، ۵۶۳۱ نفر بوده‌است.